# Taima-Taima

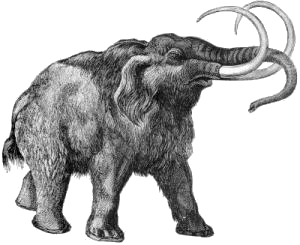
Mammouth

Taima-Taima est un lieu de chasse et d'abattage d'une méga-faune préhistorique (mastodontes et mammouths) situé dans les gisements profondément enterrés et stratifiés de la région côtière du Nord-Ouest du Venezuela. 

## Historique

### Découverte et premières fouilles
L'emplacement a été excavé et fouillé pour la première fois par Josep Maria Cruxent (Docteur Honoris Causa de l'Université vénézuélienne et membre de la Sociedad Venezolana de Ciencias Naturales) dans les années 1960, puis par Allan Bryan professeur Docteur honoraire d'anthropologie de l'université d'Alberta (Canada) aidé par son épouse Ruth Gruhn professeure émérite d'anthropologie de l'université d'Alberta.
L'emplacement fut utilisé à la période charnière de la fin du Pléistocène et du tout début de l'Holocène.
De nombreux artefacts furent trouvés sur les lieux. Pointes de lance et outils lithiques de la culture El Jobo qui se développa entre 17 000 ans et 12 000 ans dans le Nord-Est de l'Amérique du Sud.

## Liens
- http://www.bradshawfoundation.com/journey/taima-taima-text.html
- http://www.escape.com.ve/temas/arqueologia.html